# Gerichtsbezirk Böhmisch Leipa

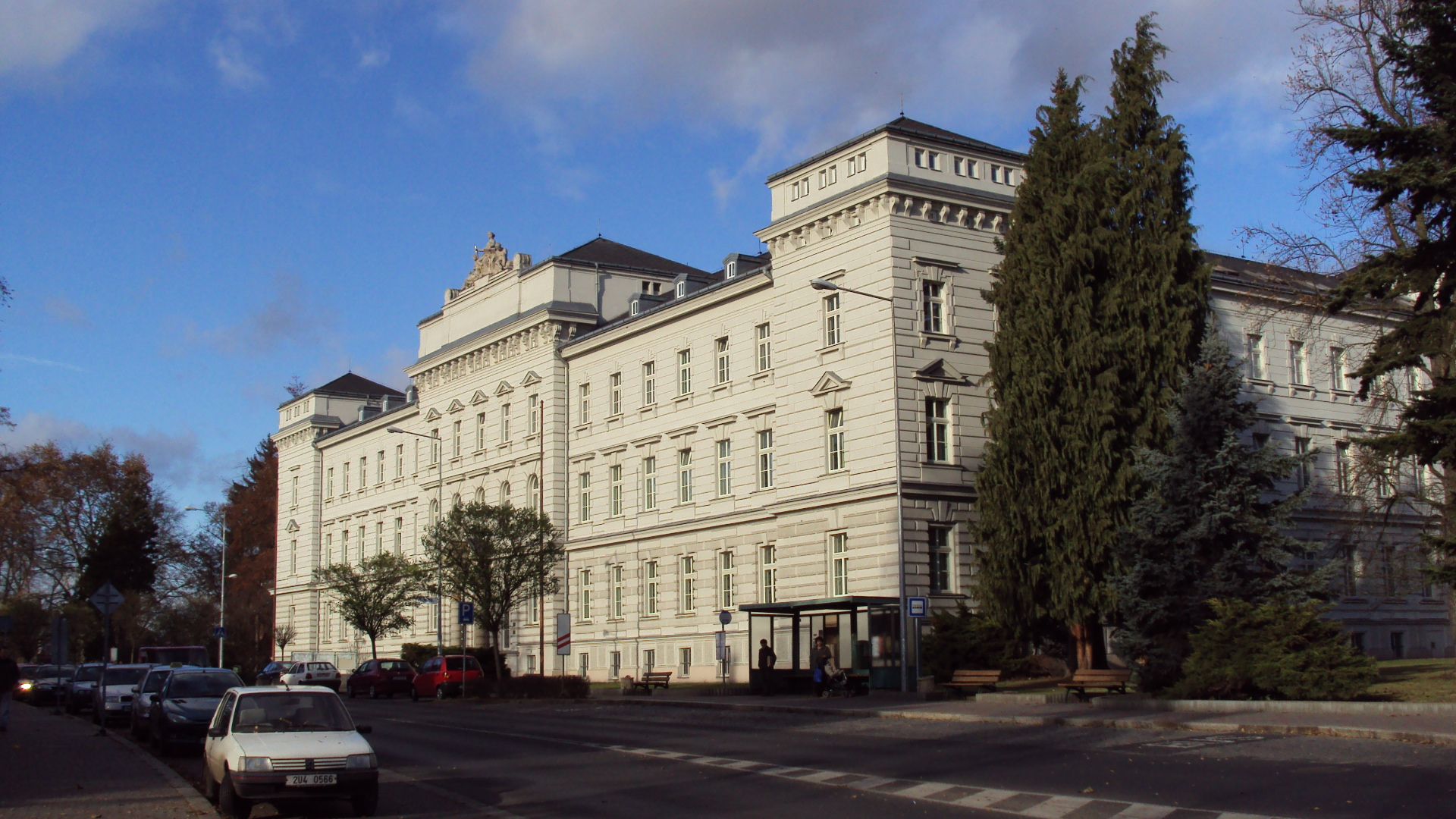
Das Gebäude des Bezirksgerichts (2009)

Der Gerichtsbezirk Böhmisch Leipa (tschechisch: soudní okres Česká Lipa) war ein dem Bezirksgericht Böhmisch Leipa unterstehender Gerichtsbezirk im Kronland Böhmen. Er umfasste Gebiete im Norden Böhmens im Okres Česká Lípa. Zentrum des Gerichtsbezirks war die Stadt Böhmisch Leipa (Česká Lípa). Das Gebiet gehörte seit 1918 zur neu gegründeten Tschechoslowakei und ist seit 1991 Teil der Tschechischen Republik.

## Geschichte
Die ursprüngliche Patrimonialgerichtsbarkeit wurde im Kaisertum Österreich nach den Revolutionsjahren 1848/49 aufgehoben. An ihre Stelle traten die Bezirks-, Landes- und Oberlandesgerichte, die nach den Grundzügen des Justizministers geplant und deren Schaffung am 6. Juli 1849 von Kaiser Franz Joseph I. genehmigt wurde. Der Gerichtsbezirk Böhmisch Leipa gehörte zunächst zum Kreis Leitmeritz und umfasste 1854 die 35 Katastralgemeinden Altleipa, Böhmisch Leipa, Dobern, Habstein, Hermsdorf, Hohlen, Hospitz, Jägersdorf, Karsch, Kosel, Künast, Lauben, Manisch, Mickenhan, Neugarten, Neustadtl, Niederliebich, Niederpolitz, Oberliebich, Oberpolitz, Pießnig, Quitkau, Sandau, Schaßlowitz, Schießing, Schönborn, Schossendorf, Schwora, Straußnitz, Ujest, Waltersdorf, Waßlowitz, Wchwaben, Wesseln und Wolfersdorf.
Der Gerichtsbezirk Böhmisch Leipa bildete im Zuge der Trennung der politischen von der judikativen Verwaltung ab 1868 gemeinsam mit den Gerichtsbezirken Haida und Niemes den Bezirk Böhmisch Leipa.
Im Gerichtsbezirk Böhmisch Leipa lebten 1869 27.014 Menschen, 1900 waren es 26.717 Personen.
Der Gerichtsbezirk Böhmisch Leipa wies 1910 eine Bevölkerung von 28.368 Personen auf, von denen 27.261 Deutsch und lediglich 802 Tschechisch als Umgangssprache angaben. Im Gerichtsbezirk lebten zudem 305 Anderssprachige oder Staatsfremde.
Durch die Grenzbestimmungen des am 10. September 1919 abgeschlossenen Vertrages von Saint-Germain kam der Gerichtsbezirk Böhmisch Leipa vollständig zur neugegründeten Tschechoslowakei, wobei die Gerichtseinteilung bis 1938 im Wesentlichen bestehen blieb. Nach dem Münchner Abkommen wurde das Gebiet dem Landkreis Böhmisch Leipa bzw. dem Sudetenland zugeschlagen.
Nach dem Zweiten Weltkrieg wurde das Gebiet Teil des Okres Česká Lípa, zu dem es bis heute gehört. Nachdem die Bezirksbehörden im Zuge einer Verwaltungsreform 2003 ihre Verwaltungskompetenzen verloren, werden diese von den Gemeinden bzw. dem Liberecký kraj wahrgenommen, zudem das Gebiet um Česká Lipa seit Beginn des 21. Jahrhunderts gehört.

## Gerichtssprengel
Der Gerichtssprengel umfasste Ende 1914 die 34 Gemeinden Böhmisch Leipa (Česká Lípa), Dobern (Dobranov), Drum (Drmy), Habstein (Jestřebí), Hermsdorf (Heřmaničky), Hohlen (Holany), Jägersdorf (Lada), Karsch (Karasy), Kleinaicha (Dubice), Kosel (Kozly), Künast (Sosnová), Lauben (Loubí), Manisch (Manušice), Mickenhan (Provodín), Neudörfl (Nová Ves), Neugarten (Zahrádky), Neustadtl (Jezvé), Niederliebich (Dolní Libchava), Niederpolitz (Dolní Police), Oberliebich (Horní Libchava), Oberpolitz (Horní Police), Pießnig (Písečná), Quitkau (Kvítkov), Sandau (Žandov), Schaßlowitz (Časlovice), Schießing (Žizníkov), Schönborn, Schossendorf (Radeč), Schwaben (Šváby), Straußnitz (Stružnice), Ujest (Újezd), Waltersdorf (Valteřice), Wesseln (Veselí) und Wolfersdorf (Volfartice).

## Nachgeschichte
Nach dem Ersten Weltkrieg wurden die deutsch-böhmischen Gebiete 1918 Teil der neu gebildeten Tschechoslowakei. Das Bezirksgericht wurde als tschechisches Gericht unter dem Namen Okresní soud v České Lípě fortgeführt. Dieses war der Krajský soud v České Lípě (dem Nachfolger des Landesgerichtes Böhmisch Leipa) nachgeordnet. Aufgrund des Münchener Abkommens erfolgte 1938 die Angliederung des Sudetenlandes an das Deutsche Reich. Das tschechische Gericht wurde in ein deutsches Amtsgericht unter dem Namen Amtsgericht Böhmisch Leipa umgewandelt. Es war nun dem Landgericht Böhmisch-Leipa und dieses dem Oberlandesgericht Leitmeritz nachgeordnet. Mit der Dritten Verordnung über die Gliederung der Gerichte in den sudetendeutschen Gebieten vom 8. Juli 1939. wurde der Gerichtssprengel neu geordnet. Danach gab das Amtsgericht Böhmisch Leipa die Gebietsteile ab, die zum Gerichtsbezirk Eisenbrod, Münchengrätz, Turnau und Weißwasser gehört hatten, an andere Amtsgerichte ab. Nach dem Ende des Zweiten Weltkrieges fiel das Gebiet erneut an die Tschechoslowakei, und der Okresní soud v České Lípě wurde erneut gebildet. Dieses Gericht besteht bis heute.

## Das Gerichtsgebäude
Das Gerichtsgebäude  wurde zwischen 1896 und 1898 von den Wiener Architekten Karl und Moritz Hinträger erbaut.